# Lascelles
Lascelles är en engelsk adelsätt, vars huvudman 1796 blev baron Harewood of Harewood och 1812 viscount Lascelles.
Till ätten hörde bland andra Henry Lascelles, 6:e earl av Harewood (1882-1947), fram till 1929 viscount Lascelles, därefter earl of Harewood, och från 1922 gift med Mary av Storbritannien.